# Денисенко, Бэла Анатольевна
Бэла Анатольевна Денисенко (род. 26 января 1941, Канск, Красноярский край, РСФСР, СССР) — советский и российский учёный и политический деятель, народный депутат РСФСР и России, заместитель министра здравоохранения РСФСР, первый заместитель министра здравоохранения Российской Федерации, депутат Государственной Думы РФ первого созыва, доктор медицинских наук, профессор.

## Биография
Окончила Красноярский государственный медицинский институт. Русская. В 1965—1969 работала цеховым врачом на заводе комбайнов в Красноярске.
В 1966—1968 — клинический ординатор, в 1968—1970 — аспирант кафедры терапии № 2, в 1970—1977 — ассистент, в 1977—1978 — доцент кафедры кардиологии, в 1978—1979 — старший научный сотрудник, в 1979-85 — доцент кафедры кардиологии, в 1985-89 — заведующая кафедрой терапии № 1, в 1989-90 — заведующая Объединённой кафедрой терапии, научный руководитель клиники терапии Новокузнецкого государственного института усовершенствования врачей.
В 1987 году разработала новые методы диагностики инфаркта миокарда правого желудочка, защитила диссертацию на соискание учёной степени доктора медицинский наук (1988).
Состояла в КПСС — но, поддержав Бориса Ельцина и идею новой России, вышла из её рядов.
С 1990 по 1992 год работала в министерстве здравоохранения РСФСР, позже в министерстве здравоохранения Российской Федерации, была заместителем министра здравоохранения РСФСР по науке, образованию и кадрам, первым заместителем министра здравоохранения Российской Федерации.
С 1990 по 1993 год — народный депутат РФ от Новокузнецкого округа № 437, член Верховного Совета РФ, член комитета по охране здоровья. Участвовала в создании депутатской группы «Демократическая Россия» и парламентской фракции «Радикальные демократы», став одним из её координаторов. Избиралась членом Координационного совета движения «Демократическая Россия», членом политсовета избирательного блока «Выбор России». В феврале 1991 года участвовала в подготовке забастовки в Кузбассе, затем приняла участие в знаменитой двухнедельной московской голодовке кузбасских шахтёров.
В 1993 году была заведующей лабораторией Института экономических проблем переходного периода.
В декабре 1993 года избрана депутатом Государственной думы РФ по списку политической партии «Демократический выбор России». Была председателем комитета по охране здоровья.
В марте 1994 года — член инициативной группы по созданию партии Демократический выбор России, председатель Кемеровской региональной организации ДВР. 6 июля 1995 года вышла из фракции ДВР в Госдуме из-за расхождений по вопросу о недоверии правительству, в другие депутатские объединения не входила.
С 1995 года — генеральный директор Центра экономико-социальных исследований, президент Фонда здоровья и социального развития.
Баллотировалась в Госдуму второго созыва по списку движения «Вперёд, Россия!», которое не преодолело пятипроцентный барьер.
В сентябре 1999 года была включена в общефедеральный список избирательного объединения «Наш дом — Россия» (№ 2 в региональной части списка по Москве) для участия в выборах в Государственную Думу РФ третьего созыва. Список не преодолел пятипроцентный барьер. В сентябре 2003 года была включена в федеральный список избирательного блока «Новый курс — Автомобильная Россия» (№ 4) на выборах кандидатов в депутаты Государственной думы РФ 4 созыва. Список не преодолел пятипроцентный барьер.
Автор более 130 научных работ.

## Семья
Отец — офицер, заместитель командира гаубичного полка, погиб в 1944 году. Мать работала библиотекарем, затем пенсионерка, отчим — офицер, подполковник запаса.
Муж — Виктор Суряднов (1941 г.р.), хоккеист, выступавший в 1961 за ЦСКА.
Два сына — Евгений Денисенко, бизнесмен (1963 г.р.) и Анатолий Денисенко, врач-кардиолог (1971 г.р.).